# Cuatro dólares de venganza
Cuatro dólares de venganza es una película dirigida por Jaime Jesús Balcázar, coproducción hispano-italiana estrenada en 1966.

## Argumento
Ha terminado la guerra de Secesión y, en el cuartel general, el coronel Jackson (Antonio Casas) le muestra al capitán Roy Dexter (Robert Woods) dólares de oro confederados con la efigie del general Lee. Estos dólares deben ser trasladados rápidamente a Washington y le encarga esta misión secreta, pero Dexter cree que el verdadero objetivo del coronel es alejarle de la mujer que ama, Mercedes (Dana Ghia). El capitán Roy Dexter es emboscado mientras trasladaba el importante cargamento de oro. Los bandidos se hacen con el botín tras dejar gravemente herido a Dexter y matar a todos sus hombres. Por si fuera poco, Dexter es acusado injustamente por sus superiores de haberse apoderado del oro. Dexter es condenado a trabajos forzados, pero logra fugarse para preparar su venganza contra quien le traicionó.

## Reparto
- Robert Woods (Capitán Roy Dexter)
- Dana Ghia (Mercedes Spencer)
- Angelo Infanti (Barry Halet)
- Antonio Casas (Coronel Jackson)
- José Manuel Martín (Manuel de Losa)
- Gérard Tichy (Frank Hamilton)
- Antonio Molino Rojo (Dave Griffin)
- Tomás Torres (Pedro)
- Giulio Maculani (Sheriff)
- Osvaldo Genazzani (Secretario de Hamilton)
- Lucio Rosato
- Juan Torres (Mexicano)
- Ángel Lombarte (Ayudante del sheriff)
- Luis del Pueblo (Thompson)
- Carlos Ronda (Padre de Mercedes)
- Francisco Nieto (Propietario de la tienda)
- Miguel de la Riva (Abogado defensor)
- Sergio Doré (Juez)
- Gardenia Polito
- Gianluigi Crescenzi
- Gustavo Re
- Renato Baldini
- Robert Hoot
- Eleanora Bianchi

## Títulos
- 4 dolares de venganza (España)
- 4 Dólares de Vingança para Ringo (Brasil)
- 4 dollar för hämnden (Suecia)
- 4 dollari di vendetta (Italia)
- 4 dollars de vengeance (Francia)
- $4.00 for Revenge
- Four Dollars for Vengeance (Estados Unidos)
- Four Dollars of Vengeance
- Quatre dollars de vengeance (Francia)
- Ta tessera dollaria tis ekdikiseos (Grecia)[6]